# Euphorbia aeruginosa
Euphorbia aeruginosa är en törelväxtart som beskrevs av Herold Georg Wilhelm Johannes Schweickerdt. Euphorbia aeruginosa ingår i släktet törlar, och familjen törelväxter. Inga underarter finns listade i Catalogue of Life.

## Bildgalleri

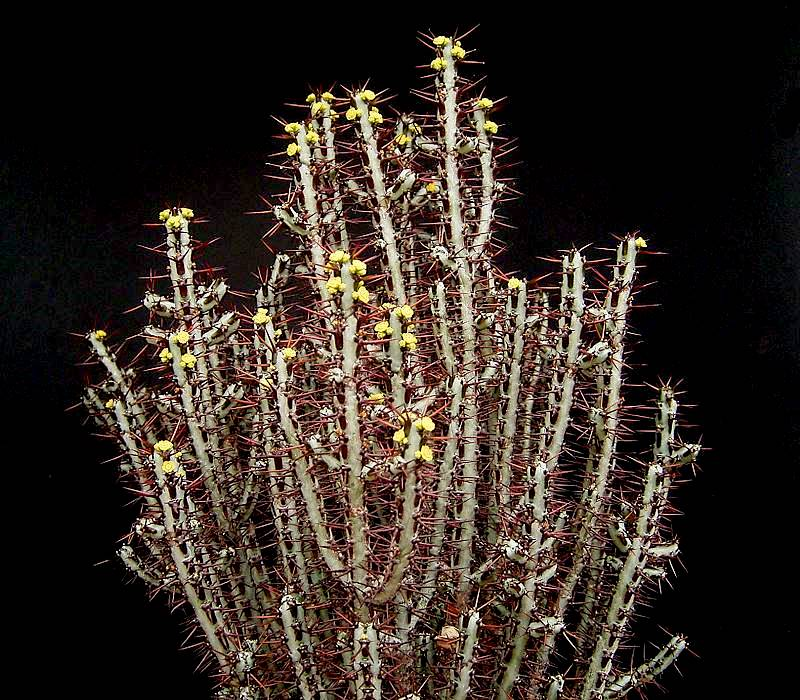
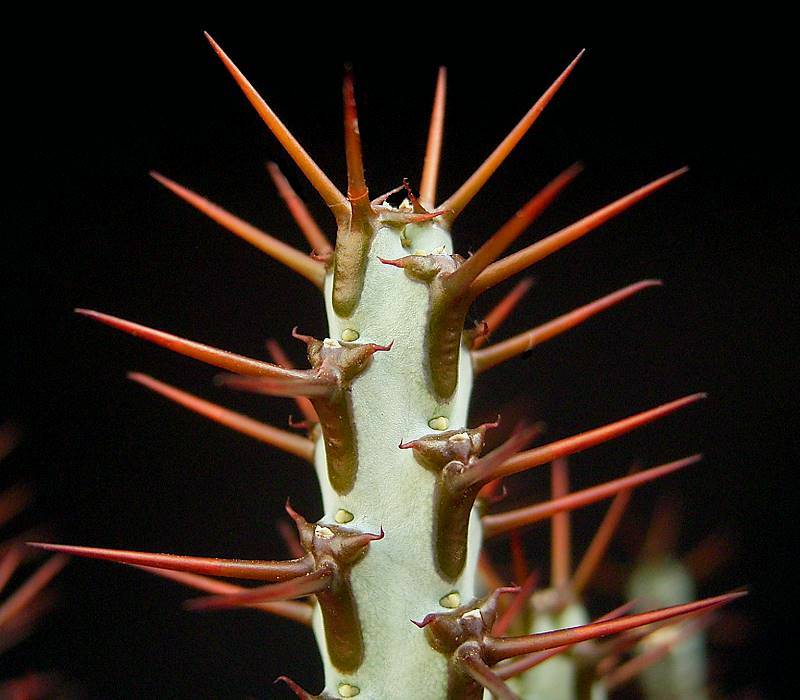
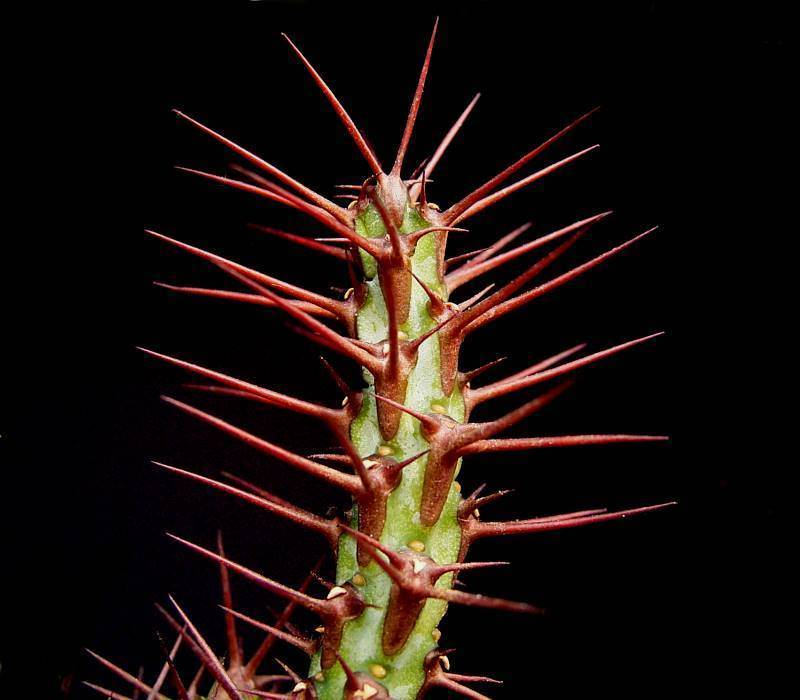
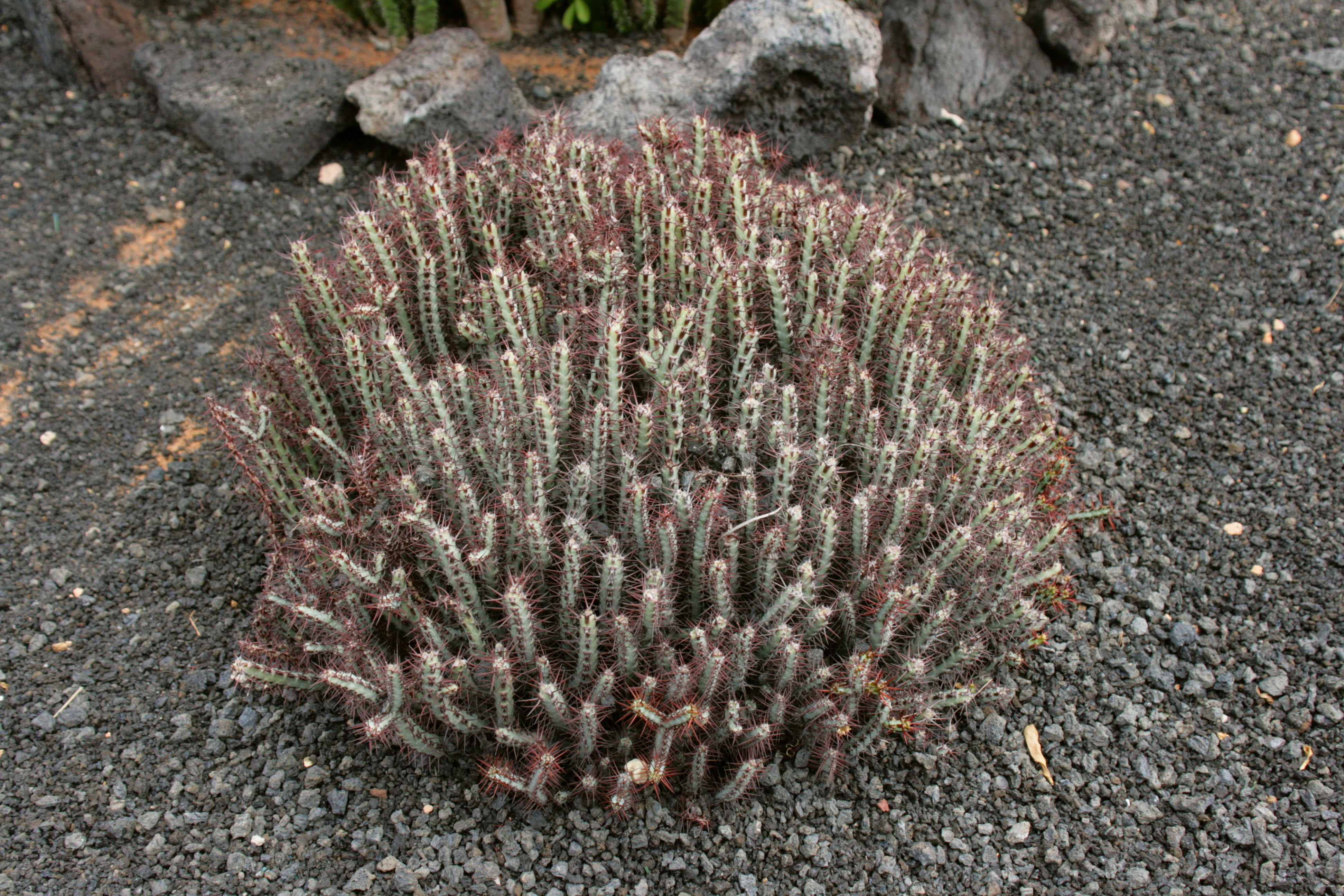
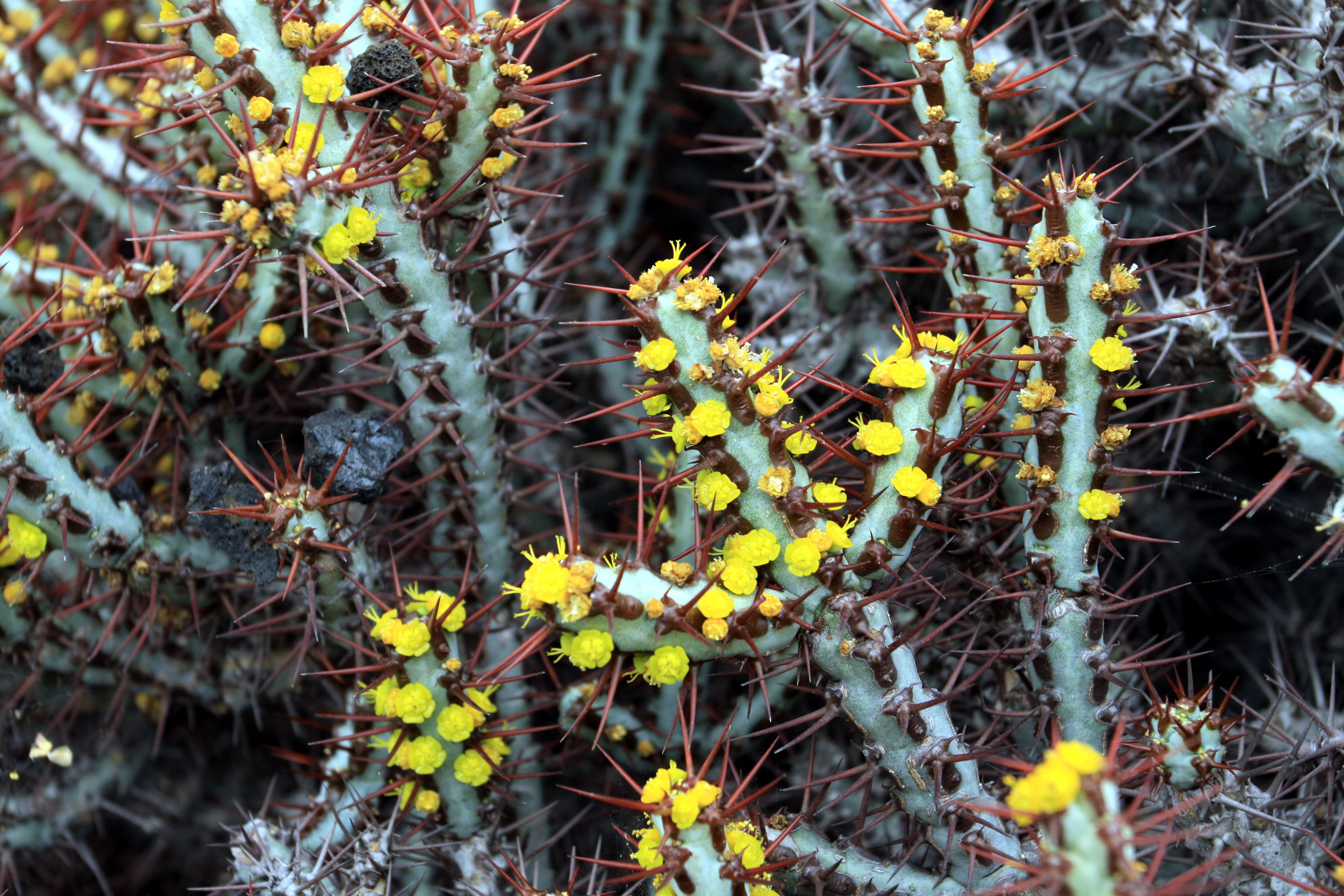
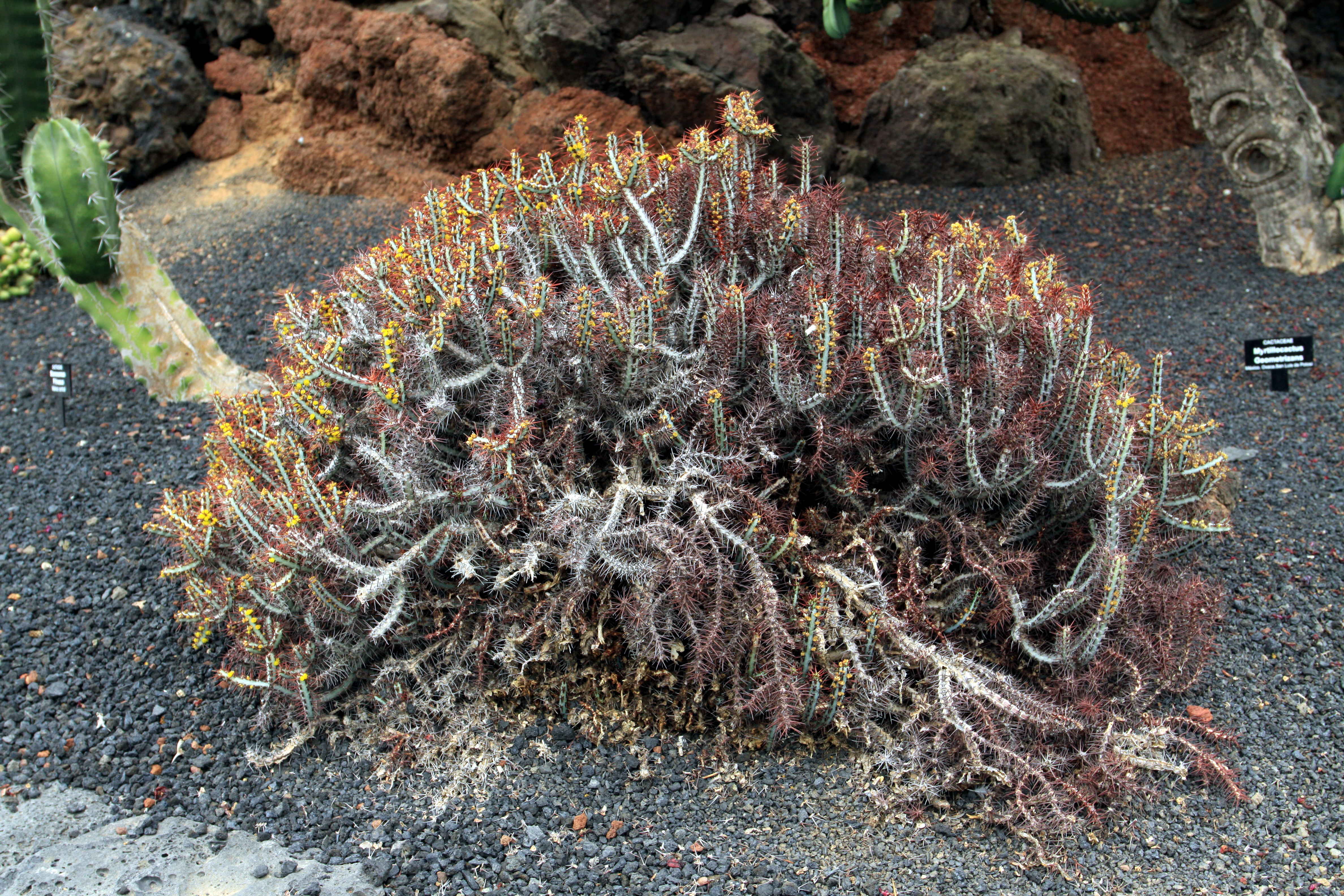